# XBT2C (航空機)
XBT2C
飛行するXBT2C-1 50881号機
(1945年撮影)
- 用途：雷撃機
- 分類：艦上攻撃機
- 製造者：カーチス・ライト社
- 運用者： アメリカ海軍（予定）
- 初飛行：1945年3月
- 生産数：9機
- 退役：1947年頃（開発中止）
- 運用状況：未就役
- 原型機：XBTC

XBT2C（Curtiss-Wright XBT2C ）は、第二次世界大戦中にカーチス・ライト社がアメリカ海軍向けに開発した試作艦上攻撃機。
社内名称はCW-98（モデル98）。XBTC艦上攻撃機の複座型で、エンジンを換装しレーダーを搭載した機体である。この機体がカーチス・ライト社製でアメリカ海軍へ納入された最後の航空機となった。

## 設計
XBT2C-1（CW-98）はR-4360エンジンを搭載する予定であったが、ライト社のエンジンに関する問題によって、R-4360より小型のR-3350-24星型エンジンを搭載することとなった。複座にする為に兵装の搭載量を減らし、右主翼下にはレーダーポッドを搭載した。

## 開発
XBT2C-1の1号機、BuNo.50879は1945年3月に完成した。程なく戦争が終結した為XBT2Cに対して大規模な発注がされることはなかったが、試験は続けられた。BuNo.50879から50888までの10機の製造計画のうち50888号機を除く9機が製造され、1947年にXBTCが開発中止となった頃にXBT2Cも開発中止となった。

## 運用者
- アメリカ合衆国
  -  アメリカ海軍（予定）

## 諸元
Curtiss Aircraft 1907–1947より。 
| 制式名称     | (BT2C-1)                                             |
| 試作名称     | XBT2C-1                                              |
| ------------ | ---------------------------------------------------- |
| 全幅         | 11.93m                                               |
| 全長         | 14.5m                                                |
| 全高         | 3.68m                                                |
| 翼面積       | 38.64m2                                              |
| 翼面荷重     | kg/m2                                                |
| 自重         | 5,565kg                                              |
| 最大離陸重量 | 8,628kg                                              |
| 発動機       | R-3350-24（離昇2,500馬力、1,865 kW）1基              |
| 最高速度     | 531km/h（高度5,200m）                                |
| 上昇限度     | 8,016m                                               |
| 上昇力       | 5,000mまで約8分41秒                                  |
| 航続距離     | 2,108km                                              |
| 武装         | 翼内 ブラウニングAN/M2 20mm機関砲2門（携行弾数不明） |
| 爆装         | 907kg(2,000lb)までの爆弾またはMk13航空魚雷1発        |
| 生産数       | 9機                                                  |